# Michał Haratyk
Michał Haratyk (né le 10 avril 1992 à Cieszyn) est un athlète polonais, spécialiste du lancer du poids.

## Biographie
En 2016, Michał Haratyk atteint pour la première fois de sa carrière les 21 mètres en établissant en salle la marque de 21,35 m à Lodz. Le 19 mars 2016, Haratyk termine 14e des championnats du monde en salle de Portland avec une marque de 19,48 m. Le 28 juin 2017, à Ostrava, il porte son record à 21,34 m. Le 3 mars 2018, il termine à une décevante 10e place aux championnats du monde en salle de Birmingham avec 20,69 m.
Le 7 août 2018, en tant que favori, Haratyk remporte son premier titre international en s'imposant aux championnats d'Europe de Berlin avec un jet à 21,72 m. Il devance sur le podium son compatriote Konrad Bukowiecki (21,66 m) et le triple tenant du titre allemand David Storl (21,41 m).
Le 28 juillet 2019, il lance à Varsovie le poids à 22,32 m et améliore de 24 centimètres son propre record de Pologne. Désormais 17e meilleur performeur mondial de l'histoire, il réalise à cette occasion le meilleur jet par un Européen depuis 1989. Quelques jours plus tard, à Cetniewo, il égale cette marque.

## Palmarès
| Date | Compétition                          | Lieu                               | Résultat | Marque  |
| ---- | ------------------------------------ | ---------------------------------- | -------- | ------- |
| 2016 | Championnats du monde en salle       | Portland                           | 14e      | 19,48 m |
| 2016 | Championnats d'Europe                | Amsterdam                          | 2e       | 21,19 m |
| 2017 | Championnats du monde                | Londres                            | 5e       | 21,41 m |
| 2018 | Circuit mondial en salle de l'IAAF   | Circuit mondial en salle de l'IAAF | 3e       | détails |
| 2018 | Championnats du monde en salle       | Birmingham                         | 10e      | 20,69 m |
| 2018 | Coupe d'Europe hivernale des lancers | Leiria                             | 2e       | 21,18 m |
| 2018 | Coupe du monde                       | Londres                            | 1er      | 21,95 m |
| 2018 | Championnats d'Europe                | Berlin                             | 1er      | 21,72 m |
| 2018 | Ligue de diamant                     | Ligue de diamant                   | 7e       | 21,23 m |
| 2018 | Coupe continentale                   | Ostrava                            | 4e       | 21,36 m |
| 2019 | Championnats d'Europe en salle       | Glasgow                            | 1er      | 21,65 m |
| 2019 | Championnats d'Europe par équipes    | Bydgoszcz                          | 1er      | 21,83 m |
| 2021 | Championnats d'Europe en salle       | Toruń                              | 2e       | 21,47 m |
| 2022 | Championnats du monde en salle       | Belgrade                           | 9e       | 20,88 m |
| 2022 | Championnats d'Europe                | Munich                             | 5e       | 20,90 m |
| 2024 | Championnats d'Europe                | Rome                               | 3e       | 20,94 m |

## Records
| Épreuve         | Épreuve   | Marque       | Lieu              | Date                        |
| --------------- | --------- | ------------ | ----------------- | --------------------------- |
| Lancer du poids | Plein air | 22,32 m (NR) | Varsovie Cetniewo | 28 juillet 2019 3 août 2019 |
| Lancer du poids | En salle  | 21,65 m      | Glasgow           | 1er mars 2019               |